# Nous
|  | Si cerqueu el fruit de la noguera vegeu nou |

Nous (en grec antic νοῦς, ‘intel·lecte’ o ‘intel·ligència’) és un concepte de la filosofia clàssica que qualifica la facultat necessària de la ment humana per a comprendre la realitat. El seu significat és proper al d'intuïció o sentit comú, ja que descriu una percepció procedent del mental («ull de la ment») diferent de la percepció que ofereixen els sentits físics. El mot també es pot traduir com a «comprensió» o «ment» i de vegades com a «raó» o «pensament».
A més de referir-se a una facultat de la ment humana, aquest concepte filosòfic també s'aplica per a descriure l'origen de l'ordre en la pròpia naturalesa.